# Hanna von Schéele
Hanna von Schéele, född 28 maj 1857 i Gävle, död 12 december 1946 i Stockholm, var en svensk målare.
Hon var dotter till konsuln Carl Johan Runer och Emma Evelina Berggren och från 1886 gift med professorn Frans von Schéele samt syster till John Runer. Hon medverkade i samlingsutställningar arrangerade av Konstföreningen för södra Sverige. Hennes bostad omtalades av samtiden eftersom all målning och alla textila föremål var tillverkade av henne själv. Makarna von Schéele är gravsatta i Gustav Vasa kyrkas kolumbarium i Stockholm.